# Boshondstong
Boshondstong (Cynoglossum germanicum, synoniem: Cynoglossum montanum) is een tweejarige plant uit de ruwbladigenfamilie (Boraginaceae). De soort komt van nature voor in Midden- en Zuid-Europa en Zuidwest-Azië. In Wallonië is de soort inheems. Het aantal chromosomen is 2n = 24.
De plant wordt 20-80 cm hoog. In het eerste jaar wordt een bladrozet en een dikke penwortel gevormd. De bladeren van het bladrozet zijn breed lancetvormig, gaafrandig, bijna kaal, glanzend aan de bovenzijde en behaard aan de onderzijde. In het tweede jaar worden holle, afstaand behaarde, bovenin vertakte bloemstengels gevormd. De onderste stengelbladeren zijn gesteeld, de bovenste, hartvormige of breed afgeronde stengelbladeren zijn zittend en omvatten deels de stengel.
Boshondstong bloeit vanaf mei tot in juli. De bloeiwijze is een slanke en zeer langwerpige tros. De hangende, roodviolette of roodpaarse bloemen zijn 4-5 mm groot.  De kroonbuis is langer dan de bijna haarloze kelk.
De vrucht is een 6-8 mm lange kluisvrucht, die gelijkmatig bezet is met 0,5-0,8 mm lange stekels en kleine conische knobbeltjes.

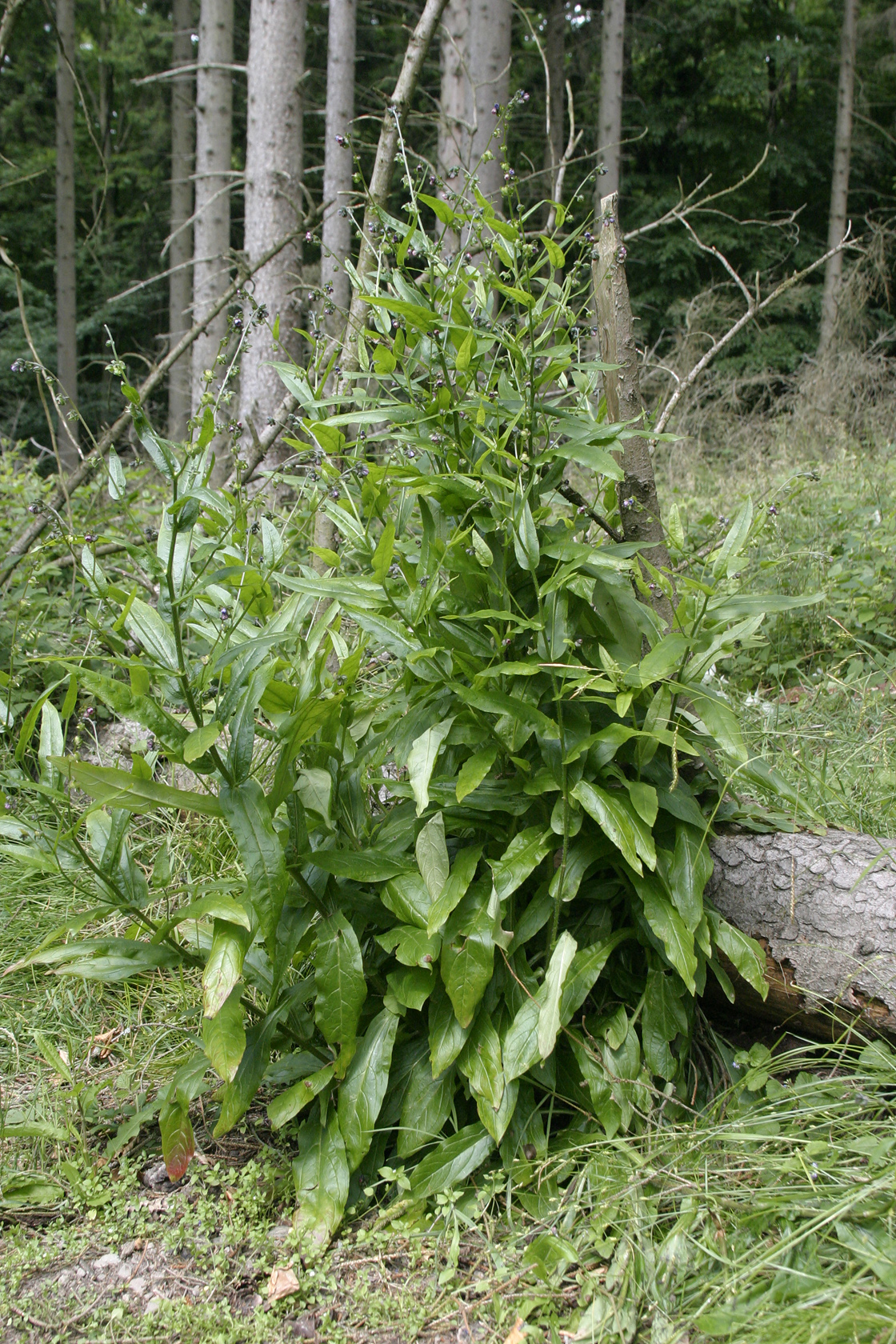
Plant
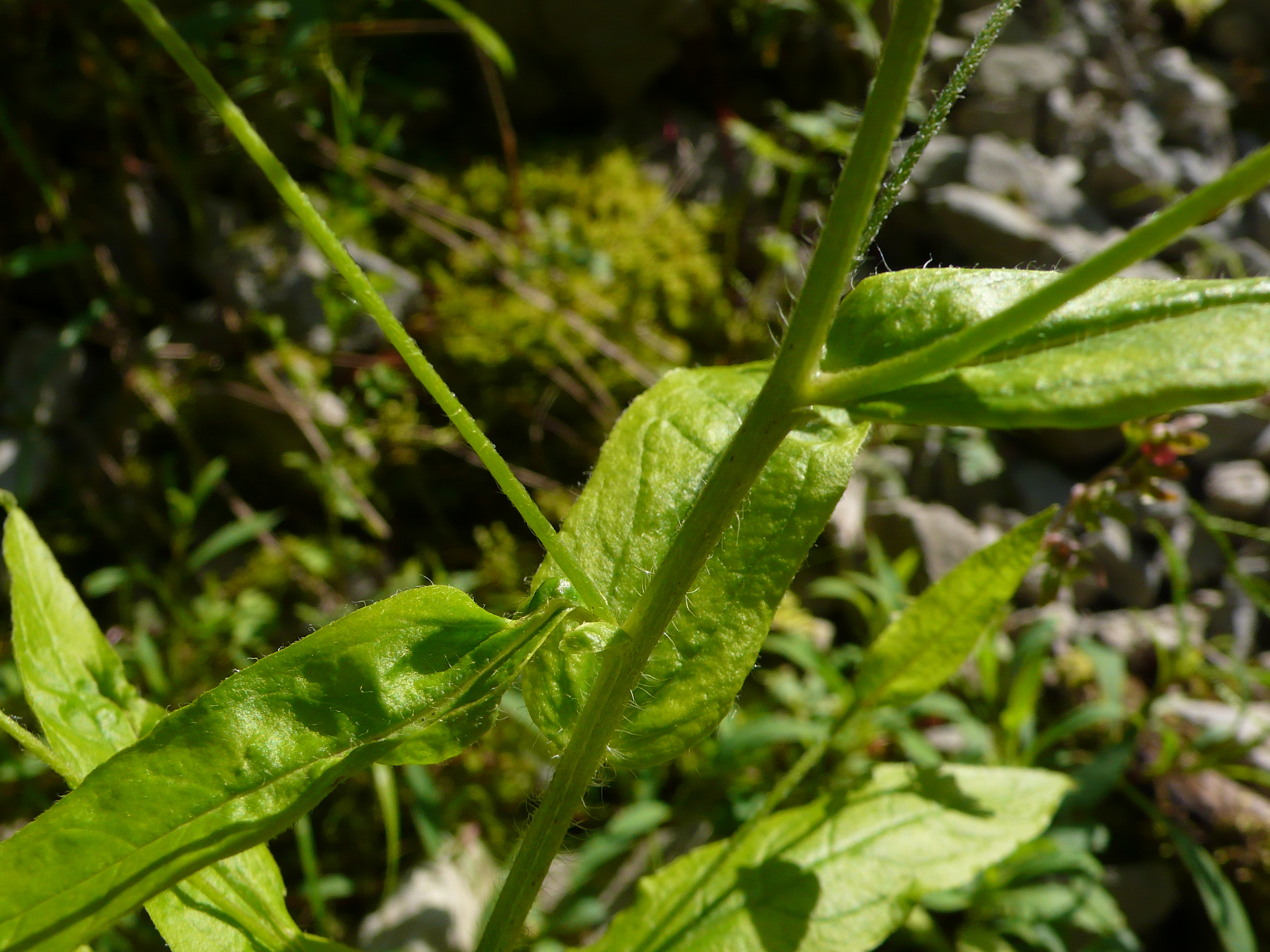
Stengel
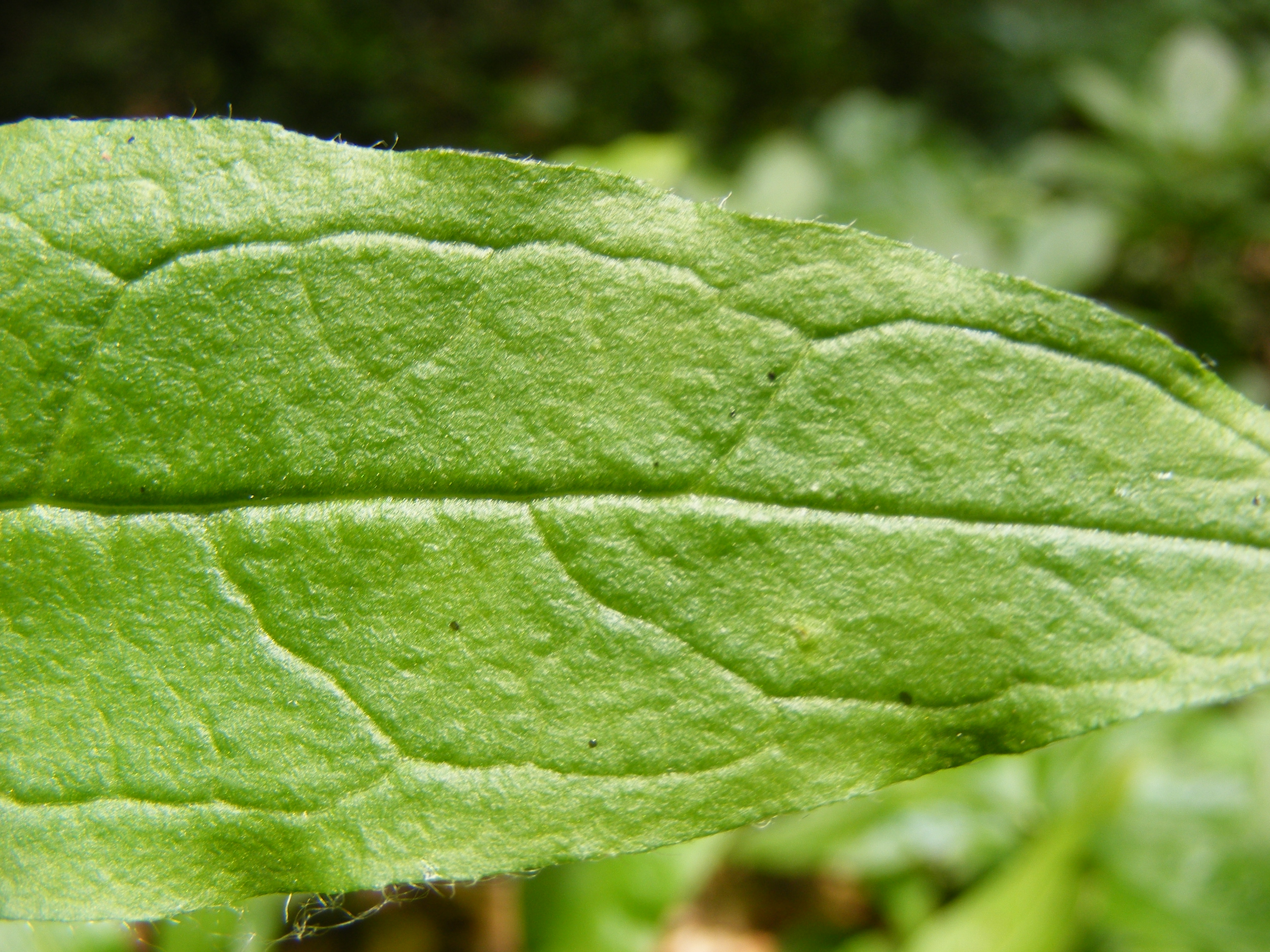
Bovenkant blad
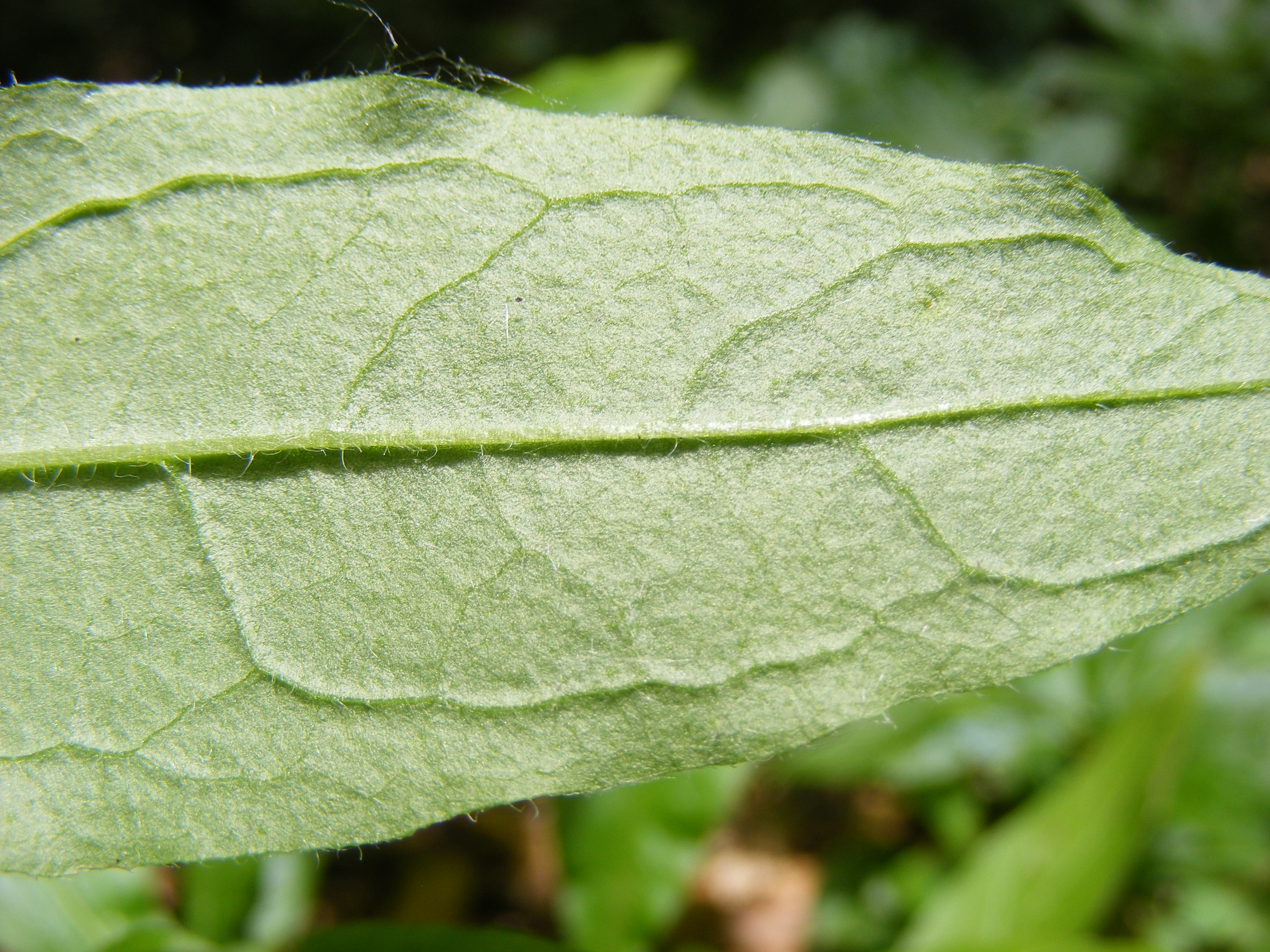
Onderkant blad
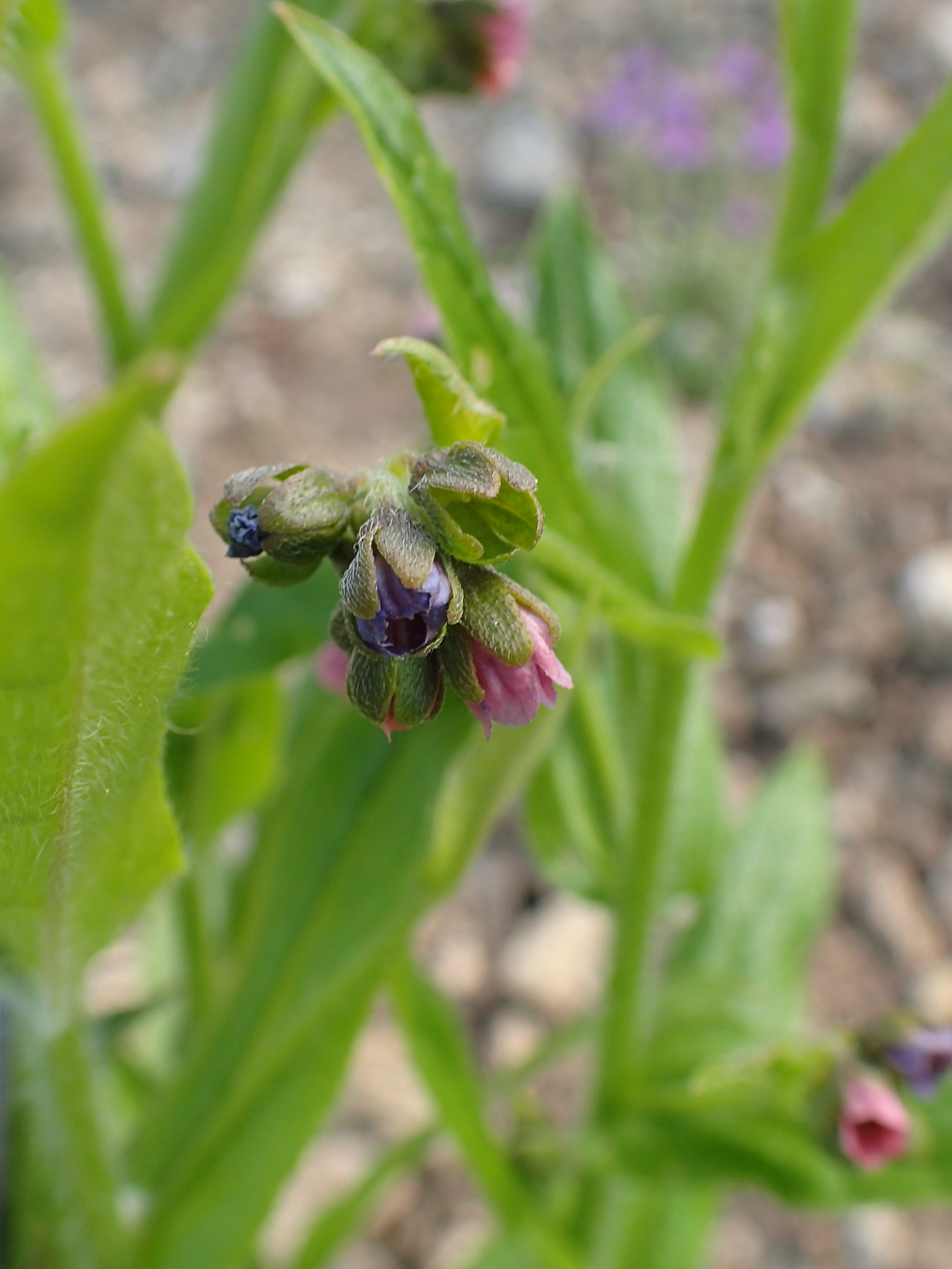
Bloemen
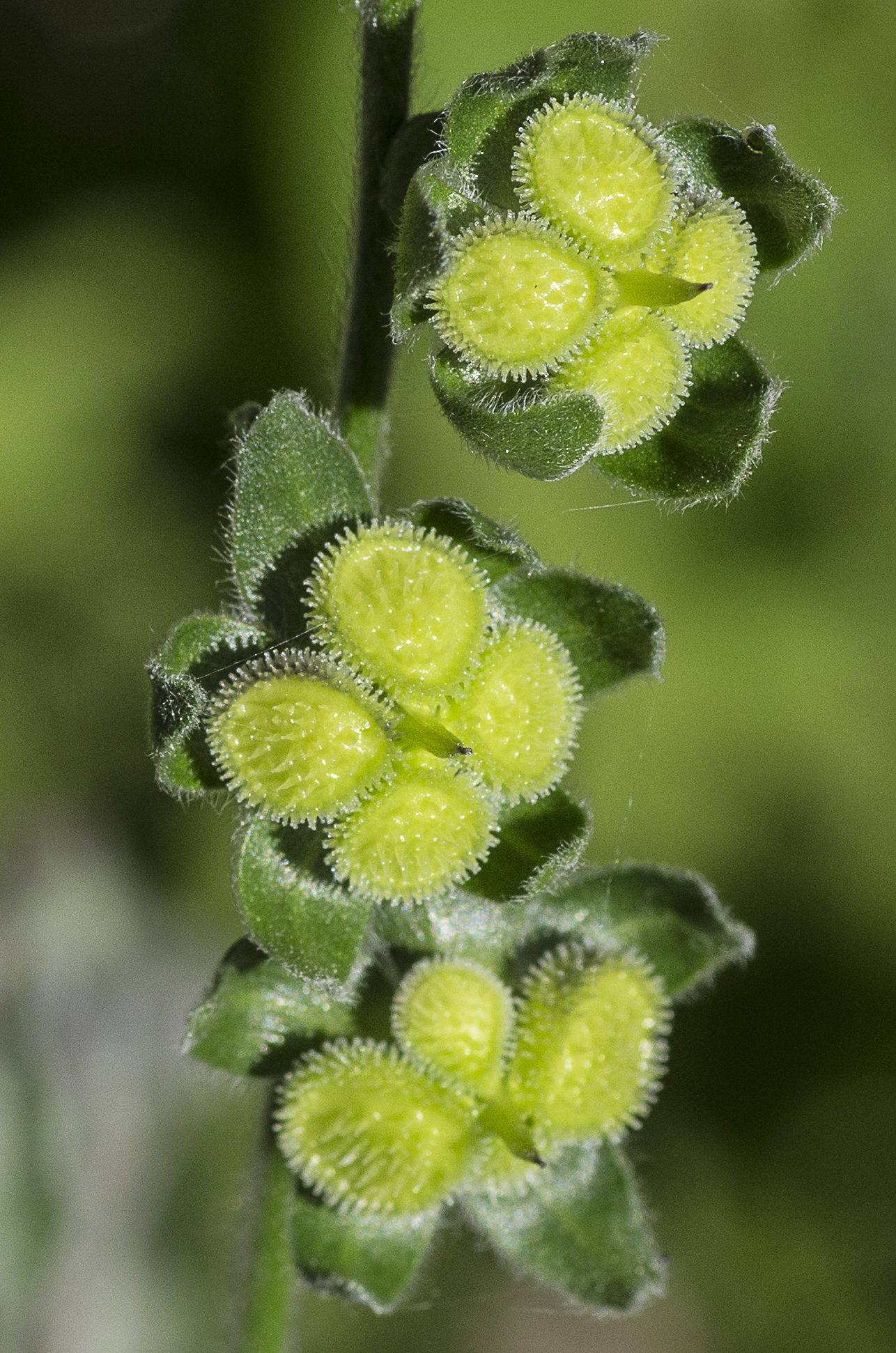
Vruchten

Boshondstong komt voor op halfbeschaduwde of licht beschaduwde plaatsen op droge grond in bossen, gekapte plaatsen en bosranden.